# Молотівка (притока Сожу)
Молотівка, Молотовня (біл. Малатоўка, Малатоўня) — річка в Білорусі, в Мстиславському районі Могильовської області, права притока річки Сож (басейн Дніпра). 
Довжина річки 23 км. Площа водозбору 107 км². Середній нахил водної поверхні 1,6 м/км. Починається за 1 км на північний захід від села Мишкіне, гирло в агромістечку Підлужжя. Тече по Горецько-Мстиславській рівнині. Основна притока — Галківський струмок (ліворуч).
На річці розташовані населені пункти Мишкіне, Дубейково, Слізки, Дудчиці, Жигалове, Митьківщина.